# Beate Schippmann
Beate Schippmann (* 28. Dezember 1959 in Hamburg) ist eine deutsche Sportlerin im Rollstuhltischtennis.
Beate Schippmann ist mit paralympischem Silber, diversen Europameistertiteln und diversen Deutschen Meistertiteln eine der erfolgreichsten deutschen Rollstuhltischtennis-Spielerinnen. Ihren letzten Deutschen Meistertitel gewann Beate Schippmann 2017 im Alter von 57 Jahren nach langer Verletzungspause. Sie war sowohl im Einzel erfolgreich, wie auch im Doppel mit ihrer langjährigen Spielpartnerin Monica Bartheidel. Beate Schippmann ist auch heute noch im Ligabetrieb als Spielerin und als Nachwuchstrainerin aktiv. Darüber hinaus engagiert sie sich seit vielen Jahren ehrenamtlich in der Gewaltprävention und gegen sexuellen Missbrauch.